# Bolen (Simonstorps socken, Östergötland)
Bolen är en sjö i Norrköpings kommun i Östergötland och ingår i Kilaåns huvudavrinningsområde. Sjön är 14 meter djup, har en yta på 0,484 kvadratkilometer och är belägen 62,1 meter över havet. Sjön avvattnas av vattendraget Kilaån.

## Delavrinningsområde
Bolen ingår i det delavrinningsområde (651758-152026) som SMHI kallar för Inloppet i Fläten. Medelhöjden är 78 meter över havet och ytan är 6,47 kvadratkilometer. Det finns inga avrinningsområden uppströms utan avrinningsområdet är högsta punkten. Avrinningsområdets utflöde Kilaån mynnar i havet. Avrinningsområdet består mestadels av skog (77 procent). Avrinningsområdet har 0,48 kvadratkilometer vattenytor vilket ger det en sjöprocent på 7,4 procent. Bebyggelsen i området täcker en yta av 0,53 kvadratkilometer eller 8 procent av avrinningsområdet.